# Дитценбах
Дитценбах (нем. Dietzenbach) — город в Германии, расположен в земле Гессен на расстояние около 12 километров к юго-востоку от города Франкфурт на Майне. Подчиняется административному округу Дармштадт. С 2002 года — центр района Оффенбах. Население составляет 33 186 человек (на 31 декабря 2010 года). Занимает площадь 21,67 км². Официальный код — 06 4 38 001.
Город подразделяется на 4 сельских округа.

## История
Дитценбах упоминается впервые в документированном образе в средневековье в 1210 году. C 1832 года начал город считаться частью района Оффенбах.
Перед второй мировой войной (в течение которой был причинён городу значительный ущерб в результате английской бомбардировки в 1941 году), был селом с 4000 человек. После войны Дитценбах испытал значительное развитие населения в связи с пребыванием в город беженцев со всего мира.
Почти треть населения имеют корни более чем сотни наций, не включая Германию.

## Культура

### Фестивали
Каждый год в Дитценбахе состоятся следующие фестивали:
- Apfelblütenfest (в апреле).
- Fest ohne Grenzen – фестиваль без границ.
- Fest der Biere – фестиваль пив (длится 5 дней).
- Weinfest – фестиваль вина (длится 10 дней).
- Nacht der Lichter – ночь света.
- Trinkbornfest.
- Dietzenbacher Kelterfest.
- Kerb или Kirchweih (в последний конец недели октября).

### Рынки
- Altstadtmarkt – где показано старое и традиционное искусство, а также работы новых и молодых художников.
- Kreativmarkt – где показано искусство любительских художников.
- Weihnachtsmarkt – рынок рождества.

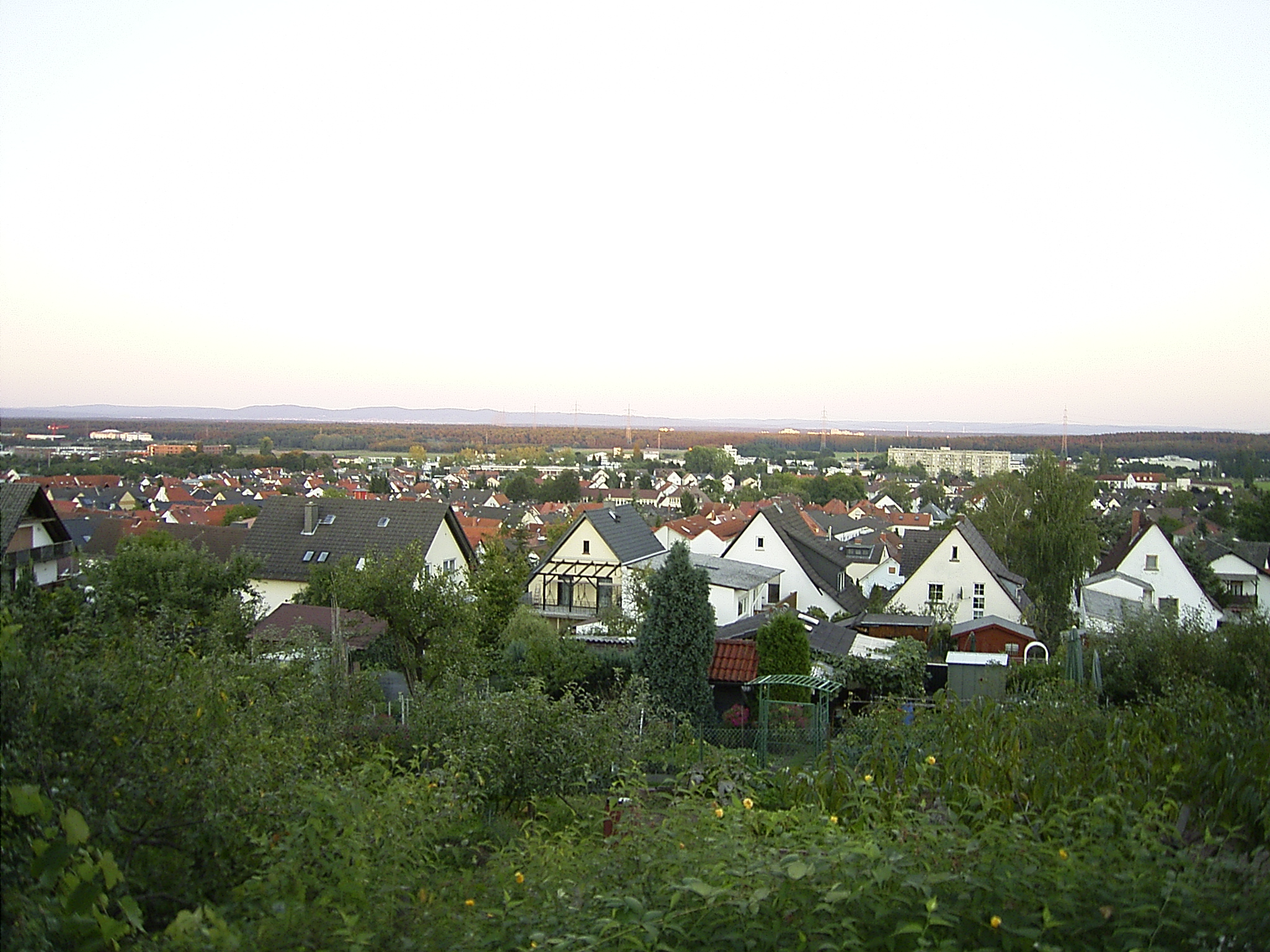
Дитценбах

## Города-побратимы
Дитценбах имеет отношения со следующими городами-побратимами:
- Велизи-Виллакубле[вд], Франция
- Куньмин, Китай (14 февраля 2020)[2][3]
- Масая, Никарагуа
- Окономовок[вд], США
- Раковник, Чехия